# Anna Lee
Anna Lee, MBE, geboren als Joan Boniface Winnifrith (Ightham (Kent), 2 januari 1913 – Beverly Hills (California), 14 mei 2004) was een Engelse actrice.

## Carrière
Haar vader moedigde haar aan om haar droom om te acteren waar te maken. Ze studeerde aan de Royal Albert Hall en maakte haar filmdebuut in 1932 in His Lordship. Toen ze haar eerste man, regisseur Robert Stevenson, ontmoette, verhuisde ze naar Hollywood en leerde daar filmregisseur John Ford kennen. Ze verscheen in enkele van zijn films, How green was my valley, Two rode together en Fort Apache.
In de jaren 40 en 50 verscheen ze ook in televisieseries waaronder Robert Montgomery Presents, The Ford Theatre Hour, Kraft Television Theatre, Armstrong Circle Theatre en Wagon Train.
Ze had een kleine, maar desalniettemin noemenswaardige, rol in de film The Sound of Music. Ze speelde zuster Margaretta en was een van de weinige steunen voor Maria in het klooster. Ze was ook een van de nonnen die de auto’s van de Duitsers saboteerden.
In 1994 speelde ze de hoofdrol in de film What can I do?.
In 1978 vervoegde ze de cast van soapserie General Hospital als matriarch Lila Quartermaine, van 1997 tot 2003 speelde ze dezelfde rol in Port Charles zusterserie van General Hospital. Haar rol werd steeds kleiner in General Hospital en in eind 2003 werd ze ontslagen, een van haar zonen zei dat dit betekende dat zijn moeder de wil om te leven zou verliezen nu ze werkloos was. Ze stierf enkele maanden later aan een longontsteking.

## Postume eer
Op 21 mei 2004 kreeg ze postuum de Daytime Emmy Lifetime Achievement Award. Het was al langer beslist dat ze deze prijs zou krijgen, maar ze overleed eerder. Haar zoon nam de prijs namens haar in ontvangst.
Op 16 juli 2004 zond General Hospital een eerbetoon uit aan Lee met een begrafenis voor haar personage, Lila Quartermaine.

## Familie
Ze heeft een dochter die getrouwd was met Don Everly (van de Everly Brothers). Ze hertrouwde twee keer.